# Каподарко (Фермо)
Каподарко (итал. Capodarco) насеље је у Италији у округу Фермо, региону Марке.
Према процени из 2011. у насељу је живело 1304 становника. Насеље се налази на надморској висини од 213 м.